# Lijn B (metro van Rome)
Lijn B is de eerste metrolijn van Italië en werd ontworpen in de jaren dertig van de twintigste eeuw. De lijn was bedoeld om het centraal station te verbinden met de wereldtentoonstelling, Esposizione 42, die in 1942 in Rome gehouden zou worden. Destijds werd de lijn E42-spoorlijn genoemd en het ontwerp sloot aan bij de technische specificaties van de elektrische spoorlijn Rome – Lido, waarmee ook uitwisseling van materieel plaatsheeft. De 'blauwe' lijn, met circa 300.000 passagiers per dag, is dagelijks geopend van 05:30 tot 23:30 uur, en op vrijdag en zaterdag zelfs tot 1:30 uur. Lijn B telt 22 stations, van het zuiden naar het noordoosten van Rome. 

## Geschiedenis
De bouw van de lijn begon in 1938 maar werd door het uitbreken van de Tweede Wereldoorlog in 1940 gestaakt, de E42 werd om dezelfde reden afgelast. De reeds voltooide tunnel in het centrum werd tijdens de oorlog door de bevolking als schuilkelder gebruikt.

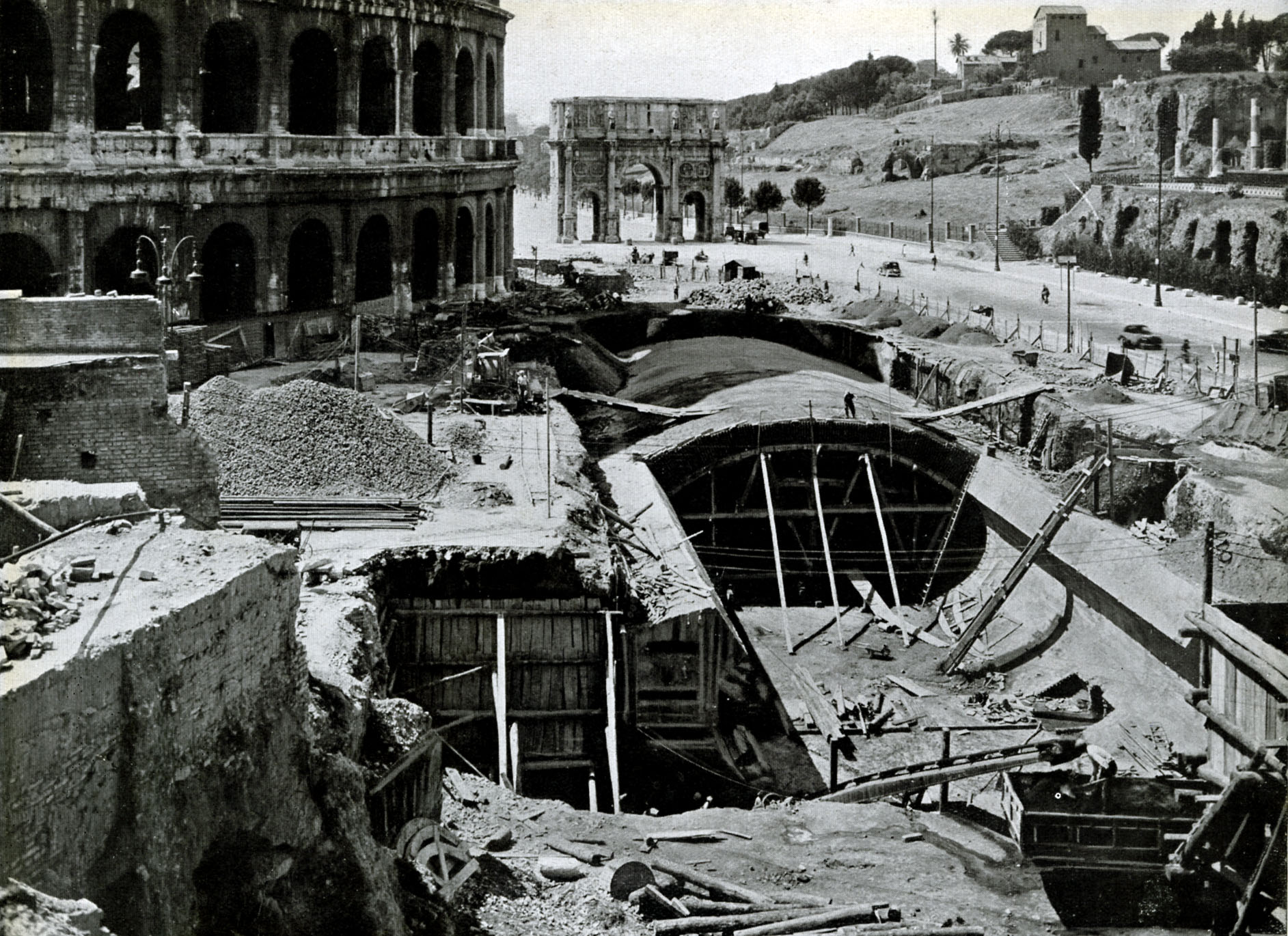
De bouwput naast het Colosseum in 1939
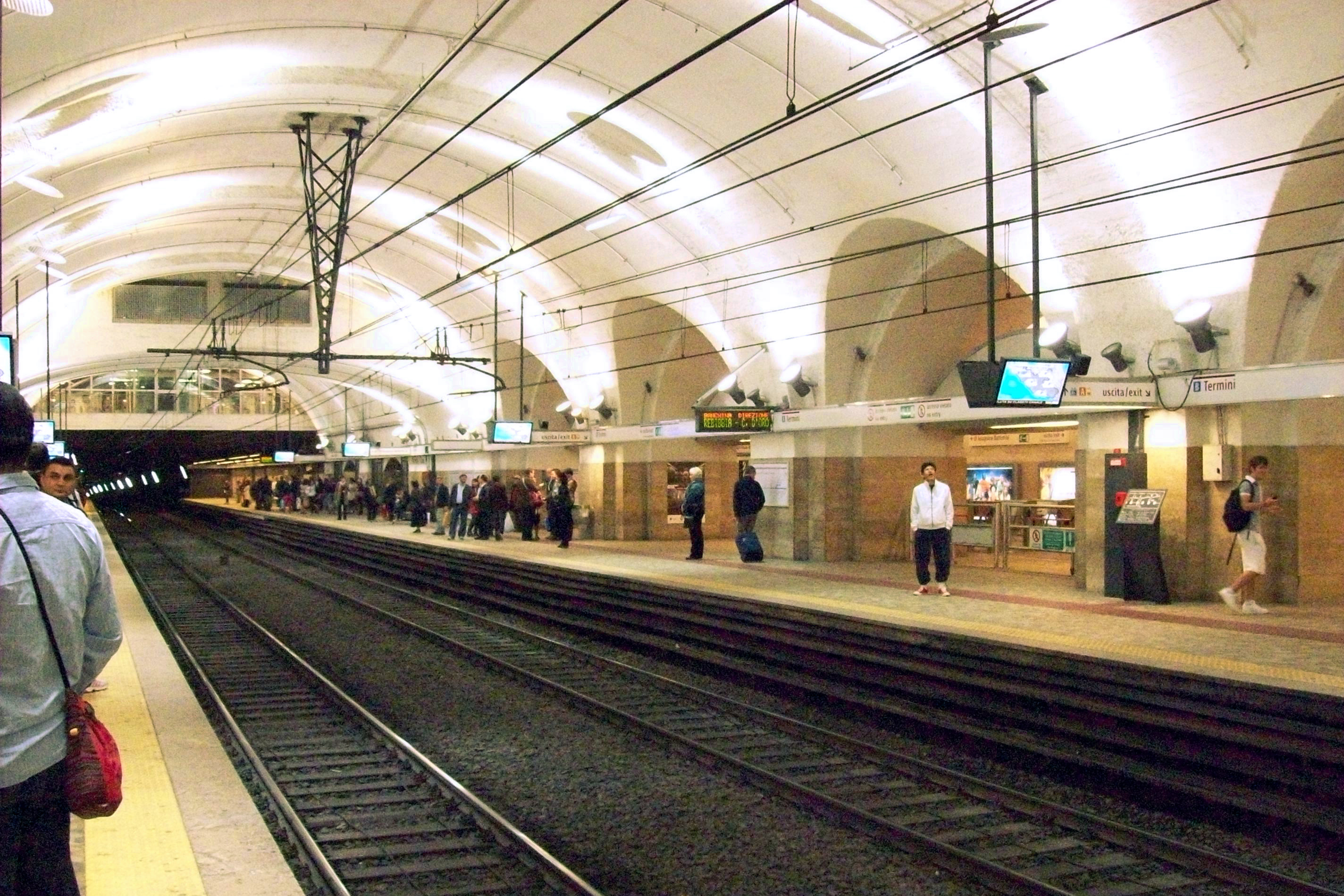
Termini lijn B

De aanleg van de metro werd hervat in 1948 en het terrein van de wereldtentoonstelling werd ontwikkeld tot een zakenwijk met veel hoofdkantoren en ministeries. Het zuidelijke eindpunt Laurentina was in het ontwerp een goederenoverslag en was slechts enkelsporig met Esposizione Est verbonden. Op 9 februari 1955 vond de openingscermonie onder leiding van president Luigi Einaudi plaats in station Termini. De volgende dag kon het publiek gebruik maken van de, inmiddels Metropolitana geheten, lijn tussen Termini en EUR. De lijn was toen 9,6 kilometer lang met Termini als noordelijk eindpunt. Het depot van de lijn ligt ten zuiden van EUR Magliana langs de spoorlijn Rome-Lido. Behalve door de metro werd de tunnel onder de stad ook gebruikt voor doorgaande diensten van en naar Lido via overloopwissels bij station Garbatella. Het station Marconi is pas in 1994 ingevoegd. Het zuidelijke eindpunt werd gevormd door de stations Esposizione Ovest, sinds 1994 EUR Palasport, en Esposizione Est, sinds 1960 EUR Fermi. Reizigers uit de stad moesten in Esposizione Ovest uitstappen waarna de metro's leeg doorreden naar het 195 meter oostelijker gelegen Esposizione Est waar de rezigers naar de stad weer konden instappen. In 1980 werd de tweede metrolijn geopend en sindsdien wordt de lijn naar EUR als lijn B aangeduid.

## Verlengingen
Na de opening van lijn A werd in 1984 begonnen met de verlenging van lijn B ten noorden van Termini en het verbeteren van het bestaande deel. In 1990 werd Laurentina het officiële zuidelijke eindpunt na een uitgebreide verbouwing en een spoorverdubbeling ten oosten van EUR Fermi, waarmee de lengte van 11 km werd bereikt. De noordoostelijke verlenging werd op 8 december 1990 geopend en later werden Ponte Mammolo en Quitntilliani ingevoegd. Het bovengrondse deel van de oorspronkelijke lijn kreeg een extra station, Marconi, op 26 april 1994. Tijdens de bouw werden de metro's via de overloopwissels bij Garbatella en EUR Magliana over de spoorlijn Rome-Lido geleid. Het nieuwe station leidde ook tot het omdopen van EUR Marconi in EUR Palasport. In 2005 werd begonnen met de aftakking naar het noorden vanaf Bologna. Al bij het ontwerp van Bologna in 1984 was rekening gehouden met deze aftakking zodat het station twee boven elkaar gelegen tunnels kreeg om een conflictvrije splitsing te realiseren. Deze aftakking is in 2012 als lijn B1 geopend die anno 2020 Laurentina met Jonio verbindt. In 1990 lag er ook een plan voor verlenging en vertakking aan de zuidkant met vier nieuwe stations, Cecchignola, Celine, Tor Pagnotta en Trigoria, ten zuiden van Laurentina. Hierbij zou lijn B1 rijden tussen Bufalotta in het noorden en Trigoria in het zuiden. In 2013 werd de verlenging naar Trigoria afgeblazen ten gunste van een vrije busbaan. Naast dit plan was een integratie van de spoorlijn Roma-Lido in de metro voorzien die onder de aanduiding B2 de noordoosttak met Lido zou verbinden waarbij tussen Bologna en EUR Magliani gemeenschappelijk met B1 zou worden gereden. In dit plan zou lijn B2 een aftakking krijgen naar Fiumicino vanaf Acilia Sud, ook dit plan werd rond 2013 gewijzigd. De spoorlijn Roma-Lido zou volgens de nieuwe plannen worden gekoppeld aan lijn B1 en dan zonder verdere vertakkingen als lijn E geëxploiteerd worden.      

## Openingsdata lijn B
- Termini – Laurentina 9 februari 1955
- Termini – Rebibbia 8 december 1990

## Stations
| Station                   | Overstappunt | Foto * | Type                         | Geopend          | Ligging                        | Opmerkingen |
| ------------------------- | ------------ | ------ | ---------------------------- | ---------------- | ------------------------------ | --- |
| Torraccia Casal Monastero |              | 180 !  |                              | Gepland          | 41° 56′ 40″ NB, 12° 36′ 1″ OL  | |
| San Basilio               |              | 190 !  |                              | Gepland          | 41° 56′ 27″ NB, 12° 35′ 4″ OL  | |
| Rebibbia                  |              | 200 !  | ondiep gelegen zuilenstation | 8 december 1990  | 41° 55′ 33″ NB, 12° 34′ 23″ OL | |
| Ponte Mammolo             |              | 210 !  | viaductstation               | 13 december 1995 | 41° 55′ 14″ NB, 12° 33′ 54″ OL | |
| Santa Maria del Soccorso  |              | 220 !  | ondiep gelegen zuilenstation | 8 december 1990  | 41° 54′ 56″ NB, 12° 33′ 39″ OL | |
| Pietralata                |              | 230 !  | ondiep gelegen zuilenstation | 8 december 1990  | 41° 54′ 53″ NB, 12° 33′ 18″ OL | |
| Monti Tiburtini           |              | 240 !  | ondiep gelegen zuilenstation | 8 december 1990  | 41° 54′ 57″ NB, 12° 32′ 52″ OL | |
| Quintiliani               |              | 250 !  | ondiep gelegen zuilenstation | 23 juni 2003     | 41° 54′ 56″ NB, 12° 32′ 19″ OL | |
| Tiburtina                 |              | 260 !  | ondiep gelegen zuilenstation | 8 december 1990  | 41° 54′ 39″ NB, 12° 31′ 46″ OL | tevens treinstation |
| Bologna                   |              | 270 !  | ondiep gelegen zuilenstation | 8 december 1990  | 41° 54′ 47″ NB, 12° 31′ 14″ OL | De helft van de metro's neemt hier de aftakking naar lijn B1                                                                  |
| Policlinico               |              | 280 !  | dubbelgewelfdstation         | 8 december 1990  | 41° 54′ 32″ NB, 12° 30′ 42″ OL | |
| Castro Pretorio           |              | 290 !  | dubbelgewelfdstation         | 8 december 1990  | 41° 54′ 23″ NB, 12° 30′ 20″ OL | |
| Termini                   |              | 600 !  | enkelgewelfdstation          | 10 februari 1955 | 41° 54′ 6″ NB, 12° 30′ 2″ OL   | onder Stazione Termini |
| Cavour                    |              | 610 !  | enkelgewelfdstation          | 10 februari 1955 | 41° 53′ 42″ NB, 12° 29′ 37″ OL | |
| Colosseo                  |              | 680 !  | enkelgewelfdstation          | 10 februari 1955 | 41° 53′ 28″ NB, 12° 29′ 30″ OL | Bezienswaardigheid: Colosseum                                                                                                 |
| Circo Massimo             |              | 770 !  | kuip                         | 10 februari 1955 | 41° 53′ 3″ NB, 12° 29′ 19″ OL  | Bezienswaardigheid: Circus Maximus                                                                                            |
| Piramide                  |              | 780 !  | uitgraving                   | 10 februari 1955 | 41° 52′ 32″ NB, 12° 28′ 56″ OL | Bezienswaardigheid: Piramide van Cestius tevens nabij het beginpunt van de spoorlijn Rome-Lido en nabij treinstation Ostiense |
| Garbatella                |              | 790 !  | maaiveld                     | 10 februari 1955 | 41° 52′ 0″ NB, 12° 28′ 60″ OL  | |
| Basilica San Paolo        |              | 800 !  | talud                        | 10 februari 1955 | 41° 51′ 22″ NB, 12° 28′ 42″ OL | Nabij de kerk van Sint-Paulus buiten de Muren                                                                                 |
| Marconi                   |              | 810 !  | talud                        | 26 april 1994    | 41° 50′ 58″ NB, 12° 28′ 32″ OL | |
| EUR Magliana              |              | 820 !  | maaiveld                     | 10 augustus 1924 | 41° 50′ 22″ NB, 12° 27′ 48″ OL | |
| EUR Palasport             |              | 840 !  | semi-ondergrondsstation      | 10 februari 1955 | 41° 49′ 48″ NB, 12° 28′ 0″ OL  | |
| EUR Fermi                 |              | 850 !  | semi-ondergrondsstation      | 10 februari 1955 | 41° 49′ 43″ NB, 12° 28′ 16″ OL | |
| Laurentina                |              | 860 !  | ondiep gelegen zuilenstation | 10 februari 1955 | 41° 49′ 37″ NB, 12° 28′ 52″ OL | |

- De sorteerwaarde van de foto is de ligging langs de lijn